# 山梨ファイアーウィンズ
山梨ファイアーウィンズ（やまなしファイアーウィンズ、Yamanashi Fire Winds）は、山梨県を拠点とする日本の独立リーグのプロ野球球団。ベースボール・チャレンジ・リーグ（ルートインBCリーグ）に2023年より準加盟しており、2025年より正式加盟してリーグ戦に参加している。

## 概要
山梨県へのリーグ球団設置構想は、古くは2012年に元読売ジャイアンツ選手の四條稔らが2014年からの加盟を前提とした計画を発表したことがあったが、実現しなかった。
元東京ヤクルトスワローズ選手の加藤幹典らが中心となって2023年に「山梨県民球団」の名称でリーグに加盟申請をおこない、同年6月18日に準加盟が承認された。球団の親会社は保険代理店「ほけんのぜんぶ」を運営するZENB HOLDINGSである。この時点では2024年からのリーグ戦参加を前提としていたが、同年8月31日にリーグは「運営体制や球場の確保などの面で課題が残っている」ことを理由に、正式加盟を認めないと発表した。
球団名は公募に基づいて2023年12月25日に発表され、風林火山に由来する「風 (wind)」「火 (fire)」に「勝ち続ける」という意味での「Wins」を加えたと説明されている。
2024年7月4日に、2025年からの正式加盟とリーグ戦参加が決定したことが発表された。2025年シーズンの地区割では西地区 (BC-West)に所属する。

### 開催球場
2023年6月の球団側発表では、山梨県小瀬スポーツ公園野球場（通称「山日YBS球場」、甲府市）と富士北麓公園野球場（富士吉田市）の2箇所を中心とする方針である。リーグ正式加盟決定時の報道では、リーグ戦の主催試合約30試合のうち山日YBS球場で約25試合、富士北麓公園野球場で約5試合を実施する予定とされた。また、サブ球場として南アルプスジットスタジアムと都留市営楽山球場も検討すると報じられた。
リーグ戦参加後初のホーム公式戦となる2025年の開幕戦は、富士北麓公園で実施されることが同年2月6日に発表された。2月28日にリーグが発表した同年シーズン日程（リーグ内のみ）では主催29試合中、山日YBSが11試合、富士山麓北が6試合、楽山が3試合のほか調整中9試合となっていた。その後、3月12日に調整中だった公式戦の開催球場が、3月17日にNPB三軍との交流戦「NPBチャレンジカップ」（7試合）の日程と開催球場が、それぞれ発表された。それらを総合すると主催36試合の球場別の開催試合数は、山日YBSが18試合（うちNPB交流戦7）、ジットスタジアムが8試合、富士北麓が7試合、楽山が3試合となった。

## 2024年の活動
2023年11月30日の球団関係者による記者会見では、「育成チーム」としてリーグの加盟球団との間で約20試合（うち県内約10試合）を実施予定としていた。
2024年4月には、無所属チームの千葉スカイセイラーズとの間で13試合以上の「定期対抗戦」を実施することが、千葉側から発表されている。
6月20日には、リーグ正式加盟に向けた実績蓄積の一環として、BCリーグ選抜チームと埼玉西武ライオンズ3軍の交流戦（山日YBS球場）の運営を担当し、1452人の観客を動員した。
2024年4月時点で、所属選手については全員「育成選手」と表記されていた。また、「選手兼広報として山梨県民球団の魅力を発信する」ことを使命とする「エンタメ枠」と呼ばれる選手が所属していた。

## 沿革

### 2023年
- 6月28日 - リーグより準加盟が承認される[2]。
- 8月31日 - リーグから（2024年のリーグ戦参加を前提とした）正式加盟を認められなかったことを発表[6]。
- 11月30日 - 球団関係者が山梨県庁舎で記者会見を開き、2024年の活動予定について説明するとともに、球団名を公募して12月25日に発表すると表明[16]。
- 12月25日 - 球団名が「山梨ファイアーウィンズ」に決定したことを発表[7]。

### 2024年
- 3月14日 - 育成選手15人と契約を結んだことを発表[21]。
- 4月6日 - ユニフォームやロゴマークの披露会を実施[22]。また武田信玄の兜をモチーフにしたマスコットキャラクターも紹介され[22]、名前については公募にて決めるとした[23]。同日公式ウェブサイトを新たに立ち上げ[24]、チームの監督に球団代表の加藤が就任することが発表された[25]。
- 4月20日 - 初の対外試合となる千葉スカイセイラーズとの「定期対抗戦」第1戦（四街道総合公園野球場、ビジター）を実施（2-9で敗戦）[26][27][28]。
- 5月22日 - 公募していたマスコットキャラクターの名称が「炎獅丸」に決定[29]。
- 7月4日 - 6月24日に行われたBCリーグ代表者会議にて本加盟が承認され、2025年シーズンからリーグ戦に参入することが発表された[8][30]。
- 8月9日 - 来シーズンの監督に、元オリックス・バファローズ選手の五島裕二が就任することを発表[31]。
- 10月29日 - リーグの既存チームからの分配ドラフトが実施されたが、「地元枠移籍」「分配ドラフト」のいずれの枠でも指名者はなかった[32]。
- 12月9日 - コーチとして元東京ヤクルトスワローズ選手の一場靖弘が就任することを発表[33]。
- 12月10日 - 2025年シーズンのリーグ戦体制が発表され、西地区 (BC-West)に所属することが決定[9]。

### 2025年
- 1月30日 - 同年シーズンに向けた全選手と契約を完了したと発表[34]。
- 4月5日 - 加盟後初の公式戦を富士北麓公園野球場で開催（対信濃グランセローズ、4-11で敗戦）[35][36]。
- 5月9日 - 開幕12試合目、サーティーフォー相模原球場で開催された対神奈川フューチャードリームス戦で公式戦初勝利を挙げる（そこまで11連敗していた）[37][38]。
- 5月18日 - 開幕16試合目（ホームゲーム8試合目）、山日YBS球場で開催された対信濃グランセローズ戦で公式戦ホーム初勝利を挙げる[39]。

## 選手・スタッフ
- ゼネラルマネージャー：山村宏樹
  - 球団から正式な就任発表はなかったが（2024年8月に「臨時コーチ」に就任した発表はあり[40]）、2024年11月20日の時点で就任していたことが報じられている[41]。
- トレーナー：井上一志

## マスコットキャラクター
2024年4月のユニフォーム等の披露会でデザインが公表されて名称を公募し、5月22日に「炎獅丸」（えんじまる）に決定した。武田信玄の兜をモチーフにした頭部にチームのユニフォームをまとった姿をしており、名称は球団名（ファイアー）に含まれる「炎」とモチーフとなった獅子から名付けられた。